# Liste der State-, U.S.- und Interstate-Highways in Vermont
Dies ist eine Aufstellung von State Routes, U.S. Highways und Interstates im US-Bundesstaat Vermont, nach Nummern.

## State Routes

### Gegenwärtige Strecken
- Vermont State Route 2A
- Vermont State Route 2B
- Vermont State Route 3
- Vermont State Route 4A
- Vermont State Route 5A
- Vermont State Route 7A
- Vermont State Route 7B
- Vermont State Route 8
- Vermont State Route 8A
- Vermont State Route 9
- Vermont State Route 10
- Vermont State Route 10A
- Vermont State Route 11
- Vermont State Route 12
- Vermont State Route 12A
- Vermont State Route 14
- Vermont State Route 15
- Vermont State Route 15A
- Vermont State Route 16
- Vermont State Route 17
- Vermont State Route 18
- Vermont State Route 22A
- Vermont State Route 23
- Vermont State Route 25
- Vermont State Route 25A
- Vermont State Route 25B
- Vermont State Route 26
- Vermont State Route 30
- Vermont State Route 31
- Vermont State Route 35
- Vermont State Route 36
- Vermont State Route 38
- Vermont State Route 44
- Vermont State Route 44A
- Vermont State Route 53
- Vermont State Route 58
- Vermont State Route 62
- Vermont State Route 63
- Vermont State Route 64
- Vermont State Route 65
- Vermont State Route 66
- Vermont State Route 67
- Vermont State Route 67A
- Vermont State Route 73
- Vermont State Route 74
- Vermont State Route 78
- Vermont State Route 100
- Vermont State Route 100A
- Vermont State Route 100B
- Vermont State Route 100C
- Vermont State Route 101
- Vermont State Route 102
- Vermont State Route 103
- Vermont State Route 104
- Vermont State Route 104A
- Vermont State Route 105
- Vermont State Route 105A
- Vermont State Route 106
- Vermont State Route 107
- Vermont State Route 108
- Vermont State Route 109
- Vermont State Route 110
- Vermont State Route 111
- Vermont State Route 112
- Vermont State Route 113
- Vermont State Route 114
- Vermont State Route 114 Alternate
- Vermont State Route 116
- Vermont State Route 117
- Vermont State Route 118
- Vermont State Route 119
- Vermont State Route 120
- Vermont State Route 121
- Vermont State Route 122
- Vermont State Route 122 Alternate
- Vermont State Route 123
- Vermont State Route 125
- Vermont State Route 127
- Vermont State Route 127 Connector
- Vermont State Route 128
- Vermont State Route 129
- Vermont State Route 131
- Vermont State Route 132
- Vermont State Route 133
- Vermont State Route 139
- Vermont State Route 140
- Vermont State Route 141
- Vermont State Route 142
- Vermont State Route 143
- Vermont State Route 144
- Vermont State Route 147
- Vermont State Route 149
- Vermont State Route 153
- Vermont State Route 155
- Vermont State Route 191
- Vermont State Route 207
- Vermont State Route 214
- Vermont State Route 215
- Vermont State Route 225
- Vermont State Route 232
- Vermont State Route 235
- Vermont State Route 236
- Vermont State Route 242
- Vermont State Route 243
- Vermont State Route 244
- Vermont State Route 253
- Vermont State Route 279
- Vermont State Route 289
- Vermont State Route 313
- Vermont State Route 314
- Vermont State Route 315
- Vermont State Route 346
- Vermont State Route F-5

## U.S. Highways

### Gegenwärtige Strecken
- U.S. Highway 2
- U.S. Highway 4
- U.S. Highway 5
- U.S. Highway 7
- U.S. Highway 302

## Interstate Routes
- Interstate 89
- Interstate 91
- Interstate 93
- Interstate 189